# Бузоварово
Бузоварово (укр. Бузоварове) — село в Веселиновском районе Николаевской области Украины.
Население по переписи 2001 года составляло 38 человек. Почтовый индекс — 57025. Телефонный код — 5163. Занимает площадь 0,321 км².

## Местный совет
57024, Николаевская обл., Веселиновский р-н, с. Лубянка